# Petit Langrayen
Artamus minor
Espèce
Statut de conservation UICN

 LC  : Préoccupation mineure
Le Petit Langrayen (Artamus minor) est une espèce de petit passereau de la famille des Artamidae.

## Répartition
C'est un oiseau inégalement réparti sur la majeure partie du continent australien où il est endémique, évitant seulement les déserts les plus arides et les régions situées environ à moins de 300 kilomètres de la côte sud, et manifestant une préférence pour les terrains accidentés autour des chaines de montagne de l'intérieur du pays.

## Description
Comme son nom l'indique, avec ses 12 à 14 cm de longueur, il est le plus petit des Artami. Il est brun foncé couleur suie, avec des ailes grises et un bec bleuté à pointe noire.

## Comportement
Comme les autres Artami, il forme des groupes en haut des branches mortes pour se reposer ou dormir. La taille des groupes est généralement modeste mais il n'est pas rare d'en voir des centaines se rassembler sur un même perchoir.
Ils volent souvent sans effort au-dessus de la cime des arbres ou le long des falaises en chassant de petits insectes. On les confond facilement avec des hirondelles.

## Nidification
Le nid est rudimentaire, placé dans un arbre creux ou quelque chose d'équivalent et fait de brindilles et d'autres matières végétales. La reproduction a lieu d'août à janvier, ou après les pluies. Trois œufs sont pondus et les jeunes quittent le nid à peine capables de voler ; ils se perchent sur un arbre voisin et appellent sans cesse leurs parents pour qu'ils leur apportent de la nourriture.

## Liste des sous-espèces
Selon Alan P. Peterson, cet oiseau est représenté par deux sous-espèces :
- Artamus minor derbyi Mathews 1912 ;
- Artamus minor minor Vieillot 1817.